# Охлаждающая жидкость

Различные виды охлаждающих жидкостей

Охлажда́ющая жи́дкость (ОЖ) — жидкость, играющая роль теплоносителя в системе охлаждения двигателя внутреннего сгорания и других машин. Современная ОЖ также выполняет другие функции, включая предохранение системы охлаждения от коррозионных процессов и накипи, разрыва из-за расширения при замерзании и нагревании, самой жидкости  и так далее.

## Состав
Одна из наиболее распространённых (и наиболее эффективных в качестве теплоносителя) охлаждающих жидкостей — обычная вода, в особенности не оставляющая накипи мягкая, дистиллированная или деионизированная. Преимуществами воды в качестве охлаждающей жидкости являются, в частности, высокая удельная теплоёмкость, низкая вязкость, высокая текучесть, доступность и низкая цена. Однако вода обладает коррозионной активностью по отношению ко многим металлам (точнее говоря — коррозионной активностью обладает не вода сама по себе, а образующийся из-за содержания в ней примесей слабый электролит, провоцирующий электрохимическую коррозию), а также имеет свойство замерзать при отрицательной температуре с образованием сплошного ледяного монолита, который из-за увеличения объёма при замерзании может серьёзно повредить рубашку водяного охлаждения двигателя и радиаторы. Поэтому в настоящее время как правило используются специальные охлаждающие жидкости, основа состава которых — всё та же вода, но с функциональными добавками (присадками), повышающими её эксплуатационные характеристики.
Охлаждающие жидкости (ОЖ) делятся на две большие категории — летние охлаждающие жидкости и зимние (низкозамерзающие) охлаждающие жидкости, также известные как антифризы. В настоящее время эксплуатационные качества антифризов повысились в такой степени, что в странах с умеренным и холодным климатом они зачастую используются для круглогодичной эксплуатации автотранспорта.
Летние охлаждающие жидкости предназначены для эксплуатации в тёплое время года, а также в тёплом безморозном климате. В большинстве случаев представляют собой дистиллированную или деионизированную воду с добавкой пакета ингибиторов коррозии (как правило выпускается в виде концентрата, на месте добавляемого к воде).
Низкозамерзающая охлаждающая жидкость (антифриз) состоит из воды, как правило — также дистиллированной или деионизированной (около половины состава), низкозамерзающего компонента — в большинстве случаев этиленгликоля, и специальных присадок (ингибиторов коррозии), компенсирующих коррозионную активность воды и этиленгликоля. По большому счёту, этиленгликолевые ОЖ разных сортов отличаются друг от друга только процентным соотношением между водой и этиленгилколем, определяющим температуру начала кристаллизации, а также составом пакета присадок, причём последний зачастую используется стандартный, производства крупных химических концернов, таких, как BASF. Играет свою роль, однако, и качество сырья — в частности, степень чистоты воды и этиленгликоля. В самых дешёвых ОЖ вместо моноэтиленгликоля могут использоваться его суррогаты — диэтиленгликоль и другие полигликоли, обладающие худшей химической стабильностью и из-за этого имеющие низкий срок службы. В настоящее время происходит внедрение пропиленгликоля как замены этиленгликоля. Пропиленгликолевые антифризы менее токсичны, но их производство обходится дороже, и они имеют меньшую температуру кипения.
Наряду с этим, для придания охлаждающей жидкости низкотемпературных качеств могут использоваться практически все водные растворы неорганических солей (хлористый натрий, хлористый калий, хлористый кальций), анилин, спирты, глицерин, гликоли, целлозольвы, карбитолы и др. Одним из лучших антифризов является 40-градусный этиловый спирт, распространения которого в таком качестве не произошло из-за высокой стоимости, летучести, воспламеняемости и выраженных психоактивных свойств, вызывавших массовые отравления персонала в автохозяйствах (даже в виде денатурата). Более дешёвый метиловый спирт также использовался в составе некоторых антифризов, однако большой проблемой оказалась его высокая ядовитость, в сочетании с общими для всех одноатомных спиртов высокой испаряемостью и пожароопасностью.
Все охлаждающие жидкости на основе этиленгликоля также весьма ядовиты при приёме внутрь (летальная доза для чистого этиленгликоля — примерно 2 мл/кг массы тела для взрослого). При отравлении гликолевый антифриз воздействует на центральную нервную систему, вызывая потерю координации, слабость, рвоту. Первые симптомы отравления этиленгликолем схожи с алкогольным отравлением, однако через 20…30 минут они сменяются потерей сознания и судорогами; при тяжёлом отравлении в отсутствии лечения смерть наступает через 13-20 дней. Лечение аналогично отравлению метанолом. Поскольку этиленгликолевые ОЖ сладкие на вкус, наиболее подвержены риску отравления дети и домашние животные. В США, например, на территории нескольких штатов обязали производителей добавлять в антифриз горькие вкусовые добавки. Следует отметить, что особую опасность представляют также пары антифриза, например — поступающие в салон при наличии течи в радиаторе отопительной установке или его кране, и способные вызвать хроническое отравление. При таком хроническом ингаляционном отравлении наблюдается раздражение глаз и верхних дыхательных путей, вялость, сонливость. Опасности для жизни ингаляционное отравление обычно не представляет, лечение — общеукрепляющая терапия (витамины, глюкоза внутривенно и т. п.).

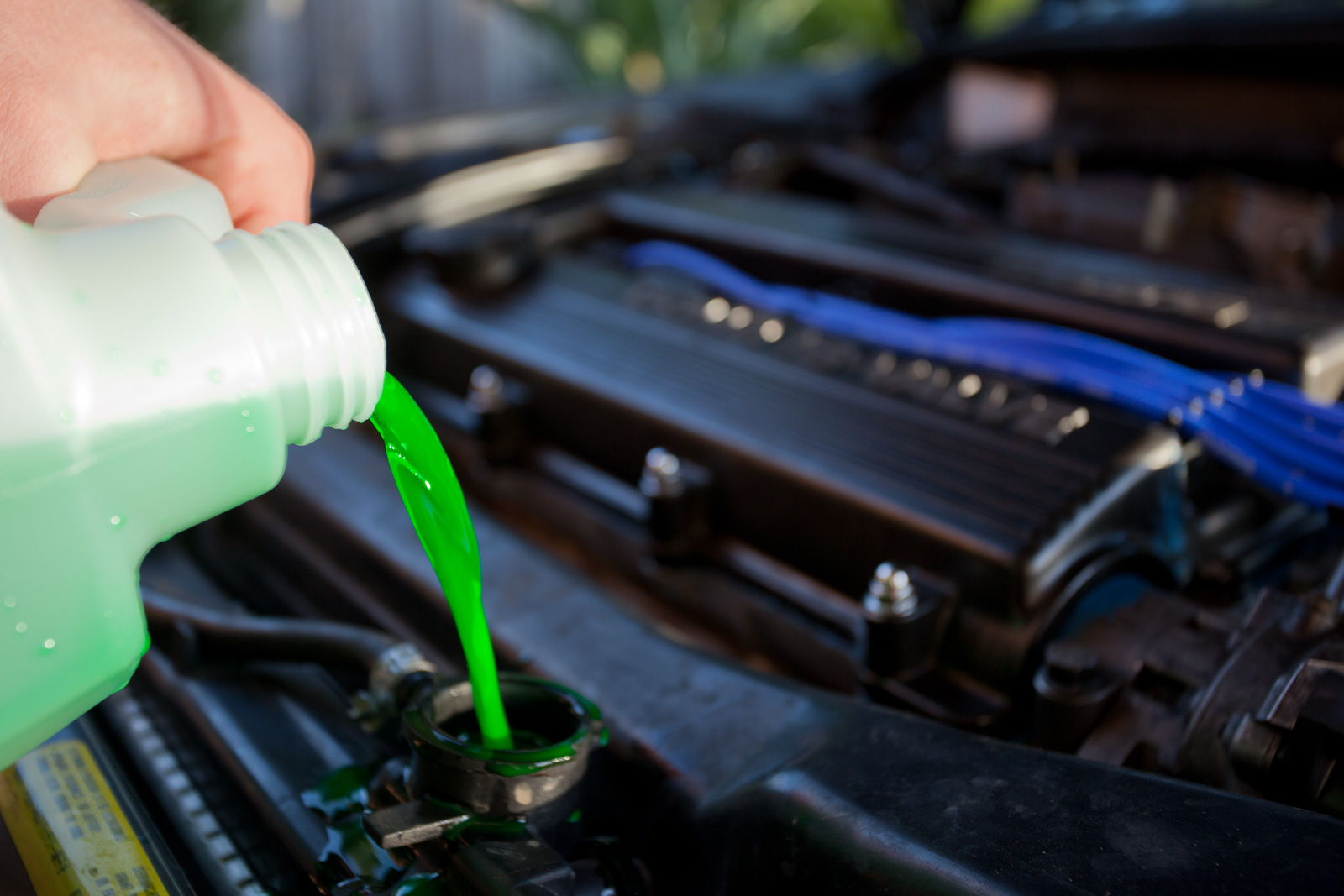
Заливка охлаждающей жидкости в радиатор автомобиля.

## Тосол
«Тосол» — торговое обозначение незамерзающей охлаждающей жидкости, разработанной в СССР, хотя в настоящее время это слово уже стало нарицательным. В качестве антифриза в Тосоле используется этиленгликоль. ТОСОЛ предназначен для охлаждения двигателей автомобилей в любое время года в рамках температур, указанных в марках. Числа 40 и 65, стоящие в марках Тосола, означают начало температуры замерзания марки. Самая низкая температура замерзания системы этиленгликоль-вода составляет около −70 °C.
Внешне стандартный ТОСОЛ-40 представляет собой жидкость голубого цвета, ТОСОЛ-65 — красный. Цвет необходим для определения чёткого уровня ОЖ в расширительном бачке, чтобы не путать разные марки, а также чтобы отличать подтёки охлаждающей жидкости от подтёков других эксплуатационных жидкостей. Изменение цвета охлаждающей жидкости в процессе эксплуатации сигнализирует о потере эксплуатационных свойств ОЖ и необходимости её замены: после определённого периода эксплуатации ТОСОЛ становится сине-зелёным, затем зелёным, жёлтым и, наконец, обесцвечивается. Бесцветная жидкость (а без добавления красителя гликолевый антифриз бесцветен) работала бы не хуже окрашенной, с точки зрения работы охлаждающей жидкости краситель не имеет никакой функциональной нагрузки. Тем не менее, изменение цвета сигнализирует о старении жидкости, в частности — выработке содержащихся в ней ингибиторов коррозии, что существенно снижает её эксплуатационные качества. Скорость изменения цвета зависит от рабочей температуры ОЖ: при работе двигателя с перегревом — порядка 105 °С и выше — ТОСОЛ может пожелтеть уже за 500 часов работы и менее, тогда как при нормальной рабочей температуре — порядка 95 °С — он меняет цвет на зелёный только через 500—600 часов и остаётся таким в течение длительного срока.
Разработчиками рецептуры «Тосола» были Алексей Васильевич Борисов и Оскар Наумович Дымент. Разработчиками технологии получения и организаторами его производства — Чижов Евгений Борисович и Шаталов Марк Петрович. Авторами торгового названия — Кирьян Борис Владимирович и Чижов Евгений Борисович. Коррозионные испытания проводил Тихонов Юрий Владимирович.

### Название
Слово «ТОСОЛ» образовано из аббревиатуры «ТОС» — «Технология органического синтеза», отдела НИИ органической химии и технологии, где работали создатели, и окончания «-ол», применяемого для обозначения спиртов (этиленгликоль — это двухатомный спирт). Для примера: «этанол» — этиловый спирт, «этан-1,2-диол» — этиленгликоль. По другой версии, «ОЛ» — сокращение Отдельной Лаборатории, разработавшей вещество.

## Основные национальные стандарты на охлаждающие жидкости
- ГОСТ 28084-89 (Российская Федерация)
- BS 6580: 1992 (Великобритания)
- SAE J 1034 (США)
- ASTM D 3306 (США)
- ONORM V5123 (Австрия)
- AFNOR NF R15-601 (Франция)
- CUNA NC956 16 (Италия)
- JIS K2234 (Япония)